# Всеукраїнська асоціація музеїв
Всеукраїнська асоціація музеїв — недержавна, неполітична, неприбуткова всеукраїнська громадська організація.
Об'єднує працівників музеїв, музеїв-заповідників, заповідників, наукових та навчальних закладів, інших установ та організацій, що здійснюють свою діяльність в галузі музейної справи, наукових працівників, музеєзнавців-аматорів та інших громадян України.
Основна мета Асоціації — сприяти розвитку музейної справи в Україні, пропагувати ідеї збереження, наукового вивчення пам'яток історико-культурної спадщини, сприяти обміну музейною, науковою і культурною інформацією; сприяти захисту інтересів музейних працівників України, захищати спільні інтереси членів Асоціації.

## Керівництво Асоціації
- Голова Асоціації — Кролевець Сергій Павлович.
- Виконавчий директор — Гальченко Сергій Анастасійович.

Члени правління:
- Виноградова Віра Іллівна — директор Музею мистецтв імені Богдана та Варвари Ханенків
- Возницький Борис Григорович — директор Львівської галереї мистецтв
- Вялець Адріана Феодосіївна — директор Національного музею українського народного декоративного мистецтва
- Куковальська Неля Михайлівна — генеральний директор Національного заповідника «Софія Київська»
- Лаєвський Сергій Лазарович — директор Чернігівського обласного історичного музею імені В.Тарновського
- Мазурик Зиновій Васильович — заступник директора Львівської галереї мистецтв
- Нікіфоров Віктор Сергійович — директор Одеського музею західного і східного мистецтва
- Пересунько В'ячеслав Петрович — голова Асоціації музейних працівників Криму
- Полтавець Василь Іванович — директор Національного історико-культурного заповідника «Чигирин»
- Свистун Ігор Володимирович — головний редактор журналу «Цивілізація»
- Сікорський Михайло Іванович — директор Національного історико-етнографічного заповідника «Переяслав»

## Члени Асоціації
Заповідники
- Державний історико-культурний заповідник (м. Глухів)
- Національний заповідник «Софія Київська»
- Національний заповідник «Херсонес Таврійський»
- Національний історико-етнографічний заповідник «Переяслав»
- Національний Києво-Печерський історико-культурний заповідник
- Національний історико-культурний заповідник «Чигирин»
- Шевченківський національний заповідник
- Національний державний історико-культурний заповідник «Батьківщина Тараса Шевченка»

Музеї
- Вінницький краєзнавчий музей
- Державний архів-музей літератури і мистецтв України
- Дніпропетровський історичний музей імені Дмитра Яворницького
- Історико-архітектурна пам'ятка-музей «Київська фортеця»
- Київський меморіальний будинок-музей Марії Заньковецької
- Садиба на Кудрявці — філія Музею історії міста Києва
- Національний музей «Київська картинна галерея»
- Літературно-меморіальний музей-квартира Павла Тичини
- Київський літературно-меморіальний музей Максима Рильського
- Музей видатних діячів української культури
- Музей історії Києва
- Музей книги та друкарства України
- Музей мистецтв імені Богдана та Варвари Ханенків
- Національний музей українського народного декоративного мистецтва
- Музей-майстерня Івана Кавалерідзе
- Національний музей історії України
- Національний музей Тараса Шевченка
- Національний художній музей України
- Одеський музей західного і східного мистецтва
- Український центр народної культури «Музей Івана Гончара»
- Харківський літературний музей
- Черніговський обласний історичний музей імені В.Тарнавського

Галереї
- Львівська галерея мистецтв